# Edifício Planalto
O Edifício Planalto é uma construção icônica da região central da cidade de São Paulo, cujo projeto foi de autoria de Artacho Jurado. Construído em 1956 pela construtora de Jurado, o edifício se tornou um ícone na capital paulistana, tanto pela sua arquitetura colorida como pelo seu amplo saguão na cobertura, que já foi cenário de filmes, comerciais e novelas. O Edifício Planalto está localizado em frente à Câmara Municipal da cidade de São Paulo, no número 279 da rua Maria Paula, esquina com a rua Santo Amaro, no bairro República.
Em 2016, na ocasião dos 60 anos de sua construção, o edifício recebeu uma exposição intitulada: "Edifício Planalto: 60 anos de cor em São Paulo", que teve como objetivo contar a história do edifício, destacando a sua importância para a cidade de São Paulo e sua relação com seus habitantes. A exposição foi responsável por reunir desde imagens antigas de seus primeiros desenhos a imagens e objetos de seus moradores, mostrando a sua relação com o edifício.

## Características Arquitetônicas
O Edifício Planalto tem 26 pavimentos e é dividido em 294 apartamentos com áreas internas variando de 44 a 127 metros quadrados, totalizando 21.960 metros quadrados de área construída. Com uma estrutura em concreto armado, o condomínio é dividido em três blocos: Santo Amaro, Maria Paula e Genebra.
Sua fachada se destaca pela presença de varandas contínuas, que formam linhas retas quando vistas do exterior e pelo uso de diversos ornamentos coloridos, como pastilhas cobogós e detalhes em gesso. Segundo o arquiteto Ruy Eduardo Debs Franco, autor do livro Artacho Jurado – Arquitetura Proibida e do documentário Arquitetura Proibida, apesar de a construção apresentar diversos elementos do modernismo, a forte presença de elementos ornamentais foi motivo de críticas pelos arquitetos da época.

## Cultura
O saguão localizado na cobertura do edifício já foi cenário de diversas produções como a minissérie "Aline", o filme "Domésticas", e a novela "Amor à vida", além de ser alugado para festas e eventos.

## Galeria

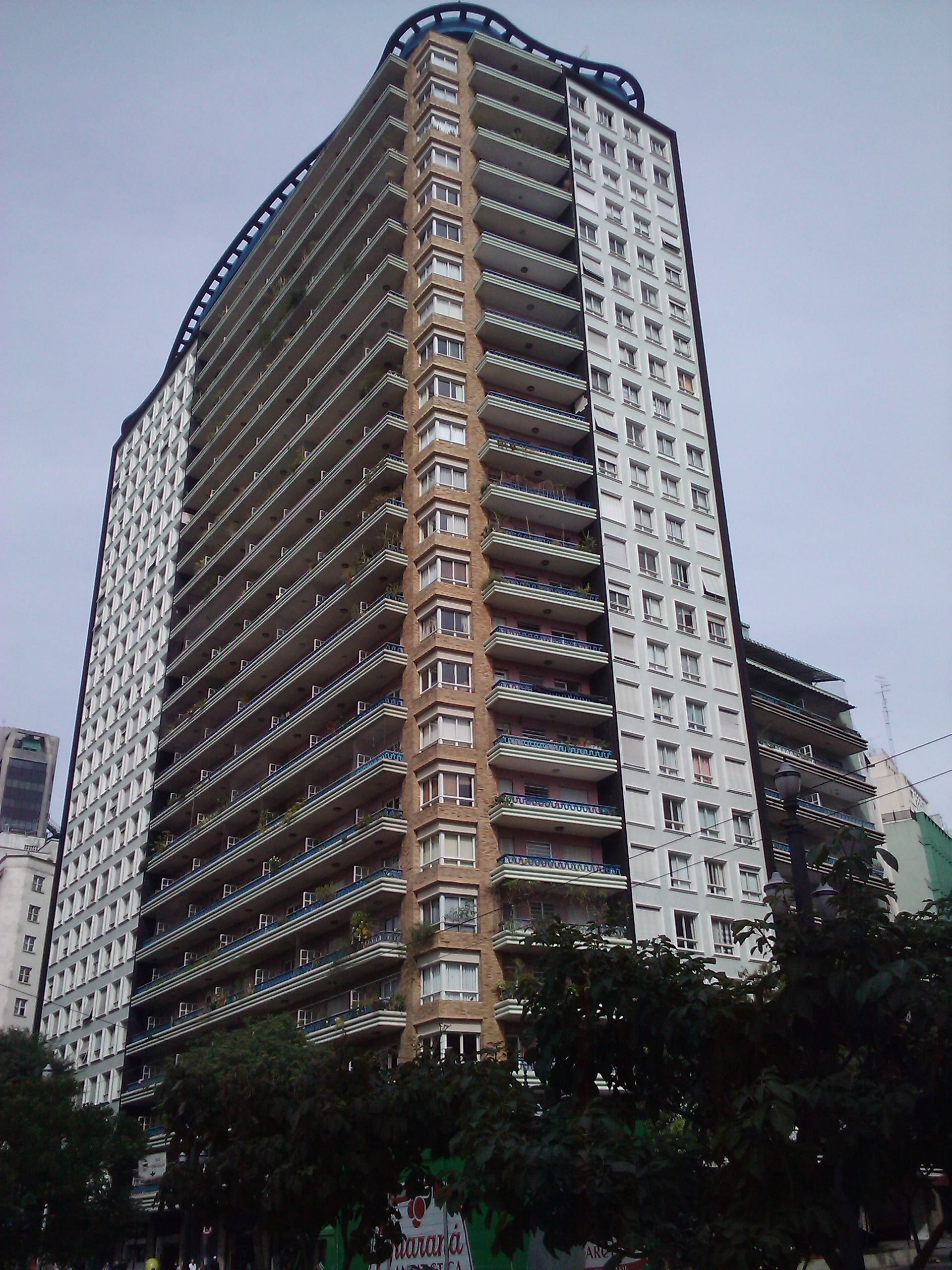
Edifício Planalto.
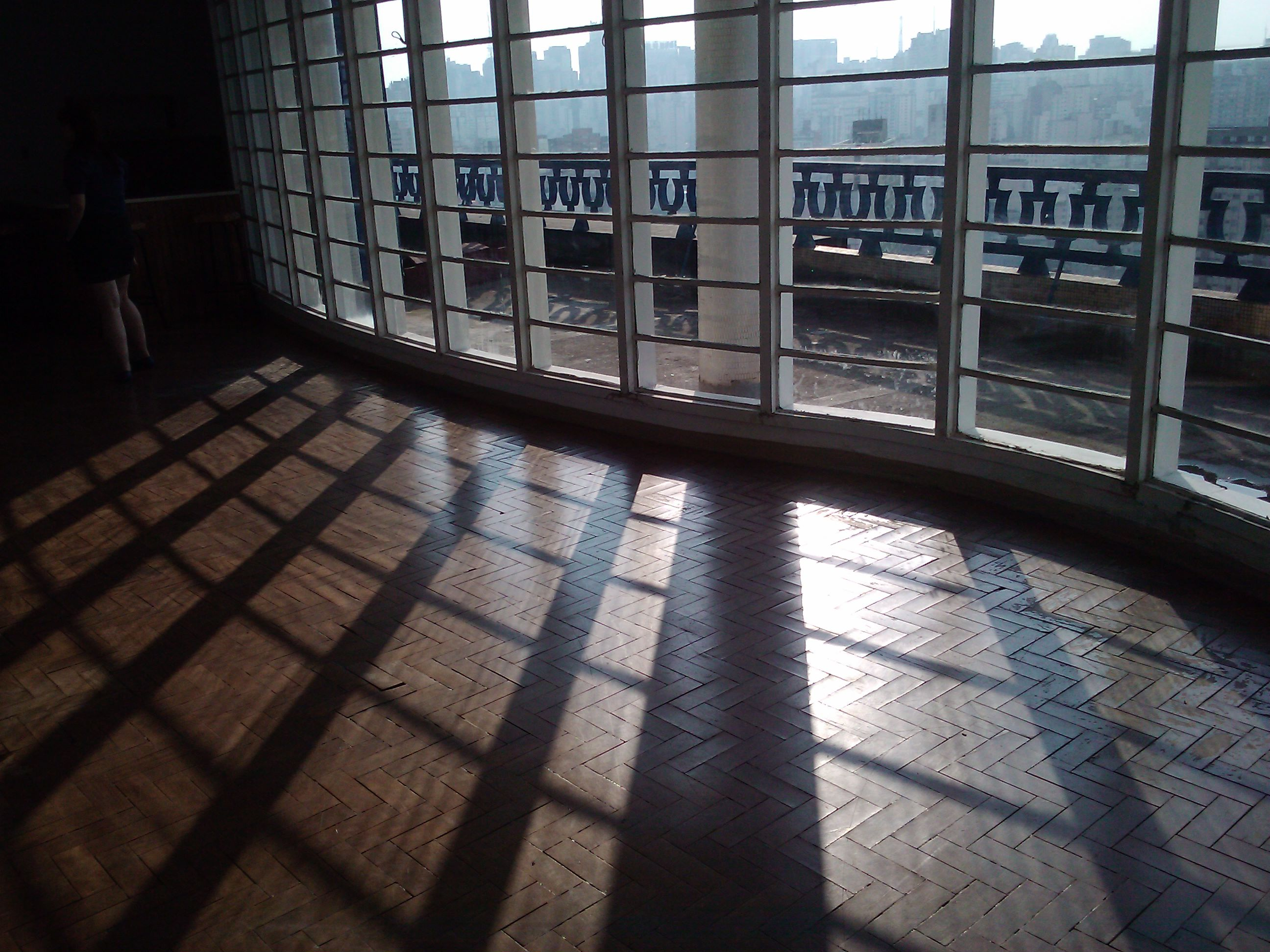
Área interna do Edf. Planalto.
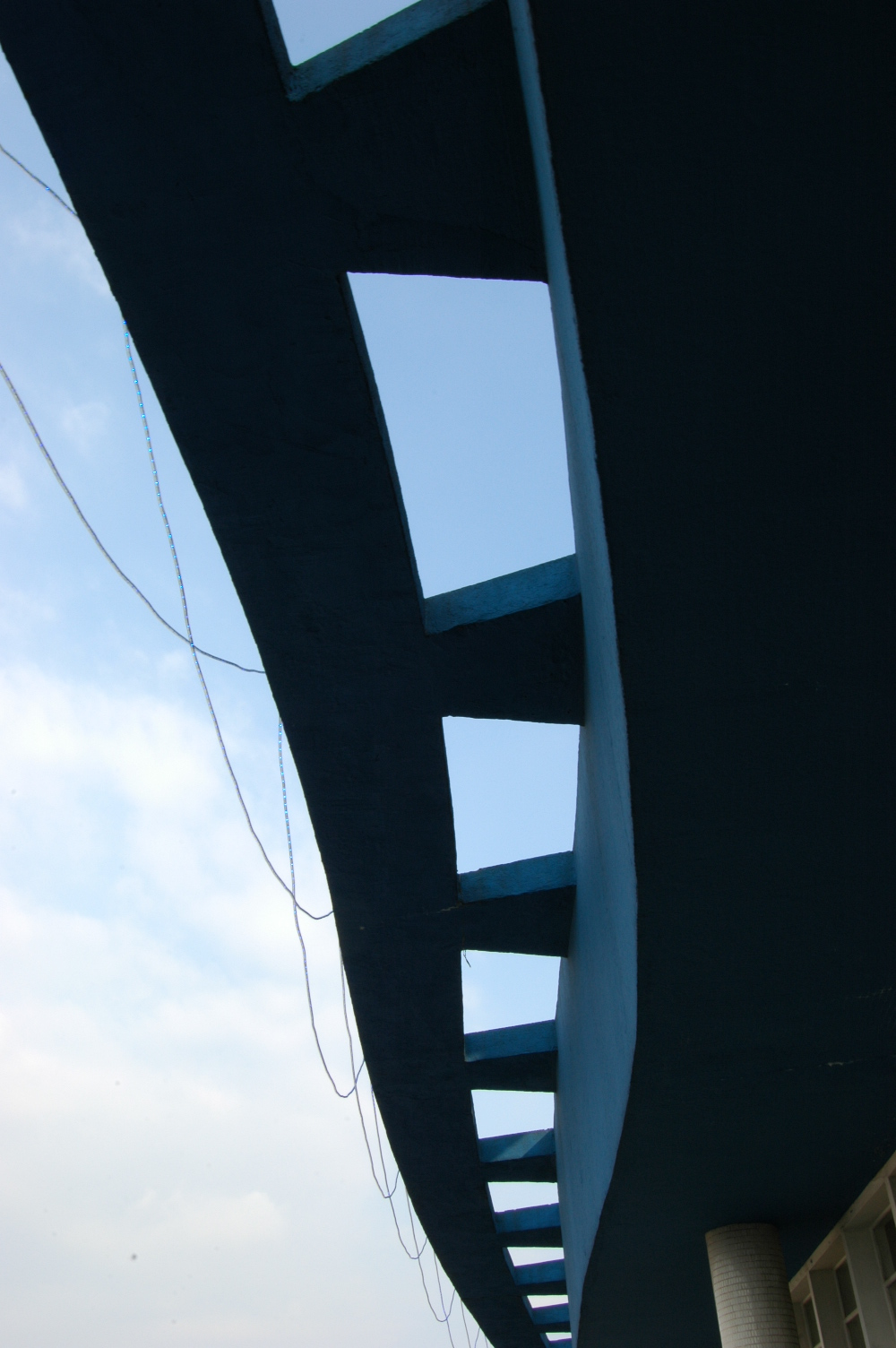
Detalhe da cobertura.
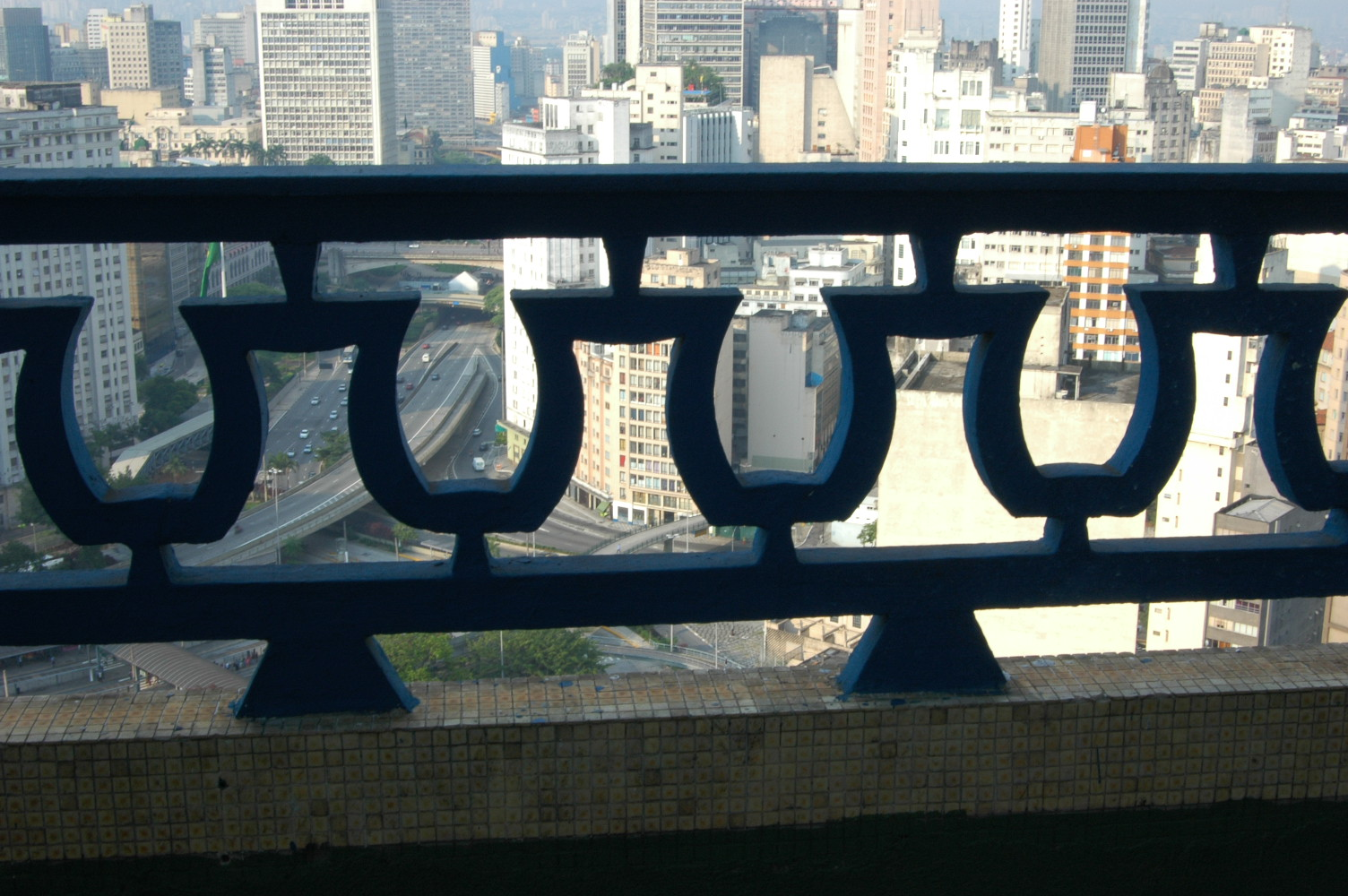
Detalhe da varanda.
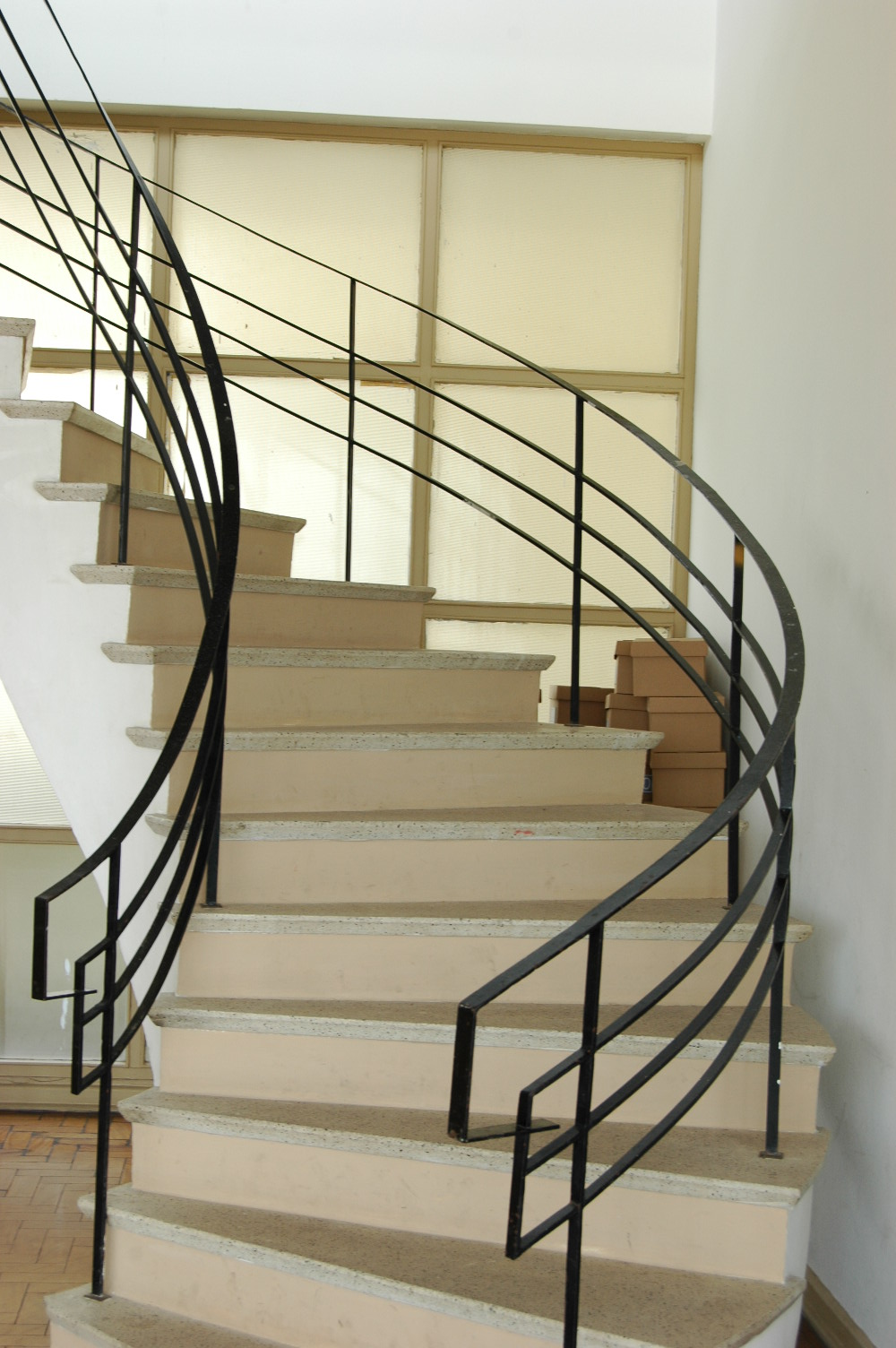
Escada no saguão da cobertura.